# Gênero de Deus
O gênero de Deus pode ser visto como um aspecto literal ou alegórico de uma divindade. Em religiões politeístas, os deuses mais comumente possuem gêneros sexuais literais que os permitem interagir uns com os outros, e até mesmo com humanos, de maneira sexual. Na maioria das religiões monoteístas, contudo, não há um ser com que Deus possa ser comparado para concluir uma gênero literal, então a afirmação do gênero desta deidade única e solitária é provavelmente uma analogia de como Deus e os humanos consignam e se relacionam entre si, sem nenhuma conotação sexual. Apesar de Deus ser um espírito ininteligível em muitas religiões e, portanto, desprovido de gênero, o debate sobre seu sexo tem aumentado passionalmente nas décadas recentes. A preponderância das referências a Deus em ambos o velho e o novo testamentos é em um contexto de figura masculina; frequentemente é citado como "pai". Apesar disto, há um número significativo de alegorias femininas referentes ao deus judaico-cristão, comumente em um papel materno.